# Online Computer Library Center
Online Computer Library Center (OCLC) je instituce, která byla založena v roce 1967 a původně se nazývala Ohio College Library Center. Jde o neziskovou členskou výzkumnou organizaci určenou pro veřejné účely k přístupu ke světovým informacím a na snižování ceny informací. OCLC používá více než 57 tisíc knihoven ve 112 zemích a územích na lokalizaci, přístup, katalogizaci a půjčování knihovních materiálů. Společnost má sídlo ve městě Dublin v americkém státě Ohio.